# Lago do Céu
O Lago do Céu, também conhecido como Lago Tianchi,  (em coreano: 천지, Ch'ŏnji ou Cheonji; chinês: 天池, Tiānchí; manchu: Tamun omo ou Tamun juce) é um lago de cratera localizado na fronteira entre a China e a Coreia do Norte. Encontra-se dentro de uma caldeira no topo da montanha vulcânica Paektu, uma parte da cordilheira Baekdudaegan e da cordilheira de Changbai. Está localizado parcialmente na província de Ryanggang, na Coreia do Norte, e parcialmente na província de Jilin, nordeste da China.

## Geologia e limnologia
A caldeira que contém o Lago Tianchi foi criada pela erupção da Montanha Paektu em 946.
O lago tem uma elevação de superfície de 2.189,1 m O lago cobre uma área de 9,82 km² com um comprimento sul-norte de 4,85 km e um comprimento leste-oeste de 3,35 km. A profundidade média do lago é de 213 metros e de profundidade máxima de 384 m. De meados de outubro a junho, é normalmente coberto de gelo.

## Nomes e lendas
Na literatura chinesa antiga, Tianchi também se refere à Nanming (南冥, às vezes traduzido como "mar do sul"). Outros lagos conhecidos chamados Tianchi também existem em Xinjiang e Taiwan.
A propaganda norte-coreana afirma que Kim Jong-il nasceu perto do lago, na montanha. Por causa disso, as agências de notícias norte-coreanas informaram que em sua morte, o gelo no lago estalou "tão alto que parecia abalar os céus e a Terra".

### Monstro do Lago Tianchi
Acredita-se que o Lago também abriga o "Monstro do Lago Tianchi".
Em 6 de setembro de 2007, Zhuo Yongsheng (diretor do centro de notícias da emissora de TV administrado pelo escritório de administração da reserva natural das Montanhas Changbai, Jilin) filmou um vídeo de 20 minutos de aparentemente seis "monstros do Lago Tianchi", semelhante a focas, perto da fronteira com a República Democrática Popular da Coreia (RPDC). Ele enviou as imagens das criaturas do tipo "Monstro do lago Ness" para o departamento provincial de Xinhua em Jilin. Uma delas mostrou as criaturas nadando em três pares, em paralelo. Outra mostrou-os juntos, deixando ondulações no lago vulcânico.

## Visitas notáveis
Como parte do encontro coreano, os chefes de estado Kim Jong-un e Moon Jae-in visitaram o Monte Paektu e o Lago Tianchi em 20 de setembro de 2018. Moon encheu uma garrafa com um pouco de água do lago para levar de volta à Coreia do Sul. A montanha e o lago têm grande significado cultural em toda a península coreana.